# 勞爾瓦爾德湖
勞爾瓦爾德湖（德語：Waldsee Lauer），是德國的人工湖泊，位於該國東部，由薩克森自由州負責管轄，長0.5公里、寬0.3公里，面積0.09平方公里，海拔高度109米，最大水深5米，水體容量30萬立方米，湖岸線長度2公里。